# What If I Stumble?
"What If I Stumble?" Es una canción del grupo estadounidense de música cristiana contemporánea DC Talk. Lanzado en 1995, fue el tercer sencillo del cuarto álbum del grupo, Jesus Freak. 
"¿Qué pasa si tropiezo?" Recibió muchos aplausos críticos de fuentes cristianas por sus letras profundas e introspectivas sobre las posibilidades de que las debilidades personales pudieran avergonzar a Cristo.

## Composición
La canción presenta una cita vocal de Brennan Manning . 
"La mayor causa individual de ateísmo en el mundo de hoy son los cristianos que reconocen a Jesús con sus labios y luego salen por la puerta y lo niegan por su estilo de vida. Eso es lo que un mundo incrédulo simplemente encuentra increíble".

## Lanzamiento y aclamación
La canción fue lanzada como el tercer sencillo para Jesus Freak en 1996 y recibió comentarios positivos de los críticos de música cristiana. 
"¿Qué pasa si tropiezo?" fue número 1 durante seis semanas en las radios cristianas.  

## Otros lanzamientos
Varias versiones de "What If I Stumble?" han aparecido en varios lanzamientos oficiales de DC Talk, incluido el álbum de grandes éxitos de la banda Intermission. Una versión en vivo de "What If I Stumble?" fue incluido en el lanzamiento en vivo de 1997 Welcome to the Freak Show .

### Versiones Covers
En el álbum tributo de DC Talk, Freaked!, Sarah Kelly grabó una versión de "What If I Stumble?" 

## Personal
- Toby McKeehan   - voz, producción
- Michael Tait   - voces
- Kevin Max Smith   - voces
- John Painter   - bajo
- Chris Rodriquez   - guitarra
- Jerry McPherson   - mandolina
- John Painter   - bajo, guitarra, acordeón
- Todd Collins   - programación, cencerro, batería
- Shawn McWilliams   - tambores
- Todd Collins   - percusión
- Mark Heimermann   - producción, arreglo vocal

## Elogios
| Publicación | País           | Espaldarazo                                      | Año  | Rango |
| ----------- | -------------- | ------------------------------------------------ | ---- | ----- |
| Revista CCM | Estados Unidos | Las 100 mejores canciones de la música cristiana | 2006 | 31    |